# Альзон (кантон, Гар)
Альзо́н (фр. Alzon) — кантон во Франции, находится в регионе Лангедок — Руссильон, департамент Гар. Входит в состав округа Ле-Виган.

## Коммуны кантона
| Коммуна        | Население, чел. (2011) | Код INSEE |
| -------------- | ---------------------- | --------- |
| Альзон         | 212                    | 11009     |
| Аррига         | 197                    | 30017     |
| Омеса          | 228                    | 30025     |
| Бланда         | 132                    | 30040     |
| Кампестр-э-Люк | 124                    | 30064     |
| Висек          | 53                     | 30353     |

## Демография
| 1962  | 1968  | 1975 | 1982 | 1990 | 1999 | 2006 | 2011 |
| ----- | ----- | ---- | ---- | ---- | ---- | ---- | ---- |
| 1 227 | 1 015 | 896  | 839  | 800  | 893  | 909  | 946  |

## Галерея

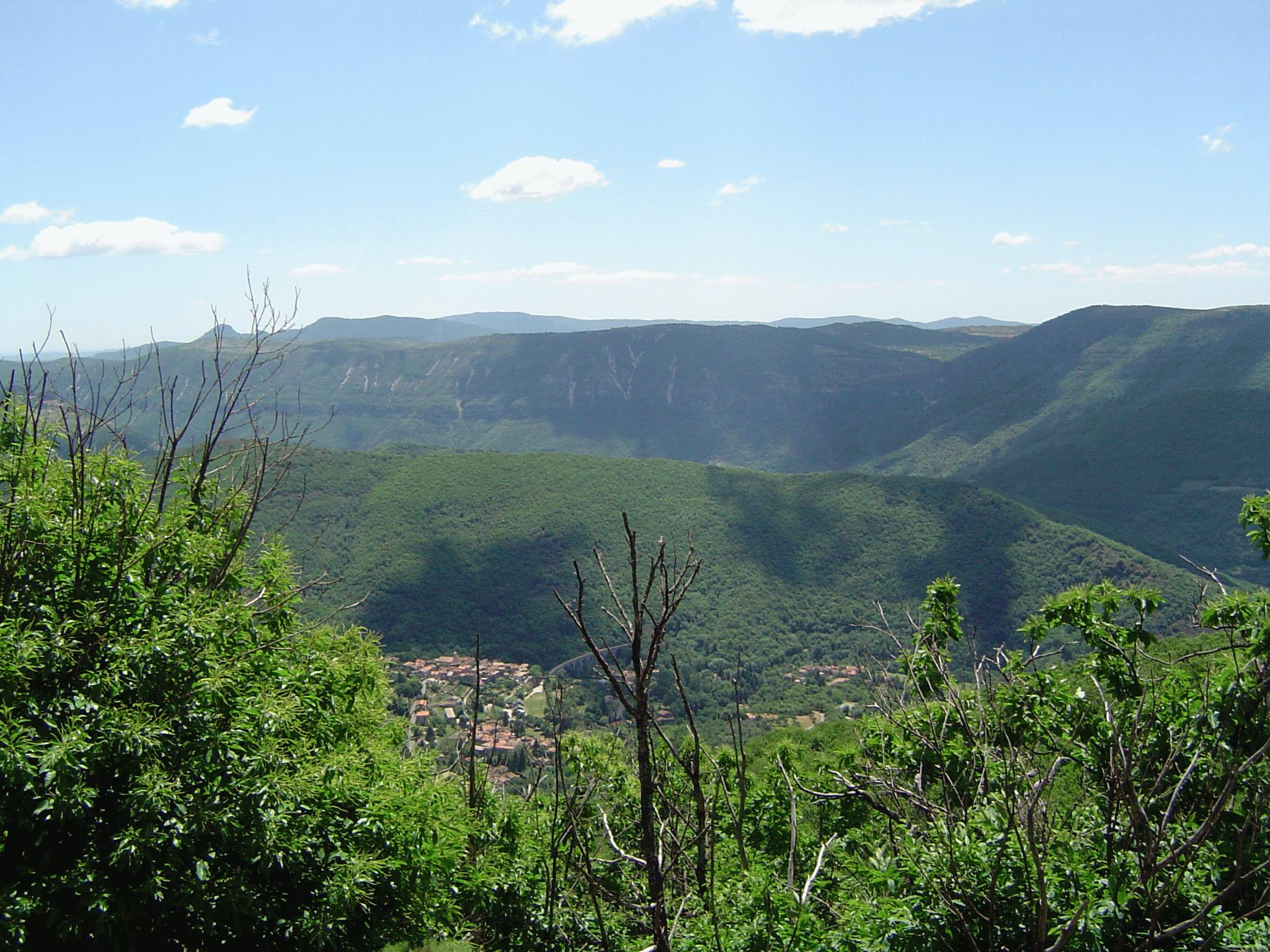
Деревня Омесса
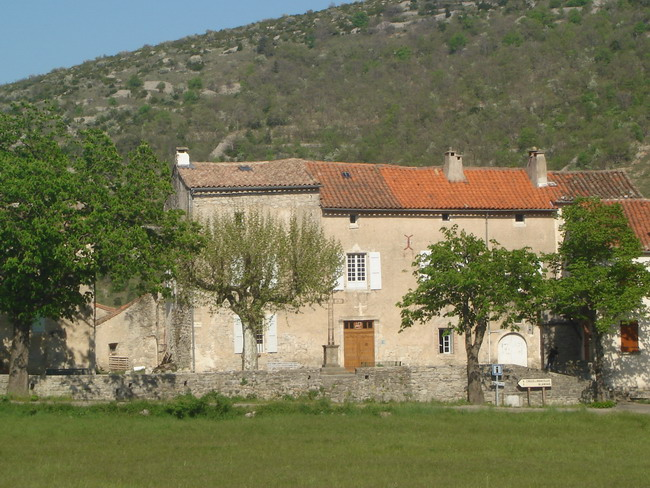
Шато в Виссеке